# Hiram McCallum

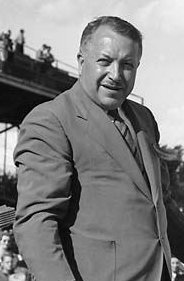
Hiram McCallum

Hiram Emerson McCallum (* 14. August 1899 in Caledon East; † 13. Januar 1989) war der 49. Bürgermeister von Toronto.
Die Familie von Hiram McCallum zog 1901 von Caledon East im damaligen Peel County nach Toronto, wo er die Schule besuchte. 1918 wurde er bei der Zeitung Farmer's Sun angestellt und wurde bald zum kaufmännischen Leiter. Er wechselte zu Ontario Press und gründete 1931 seine eigene Firma, die sich auf Werbedrucke spezialisierte. In den Jahren 1941 bis 1943 wurde er in den Stadtrat Torontos gewählt und war von 1943 bis 1948 Mitglied im Kontrollausschuss. Anschließend war er von 1948 bis 1951 Bürgermeister der Stadt. Er wurde zum Leiter der Canadian National Exhibition und war Mitglied der Stadtplanungskommission, deren Vorsitz er in den Jahren 1961/62 innehatte. McCallum war Mitglied mehrere Sportclubs und war im Oranier-Orden. Hiram McCallum war mit Margaret McCallum verheiratet, mit der er eine Tochter hatte.